# 愛知県立にしお特別支援学校
愛知県立にしお特別支援学校（あいちけんりつ にしおとくべつしえんがっこう）は、愛知県西尾市にある公立の特別支援学校である。愛知県内初の肢体不自由児童生徒と知的障害児童生徒の両方を教育対象としている。

## 概要
愛知県立安城特別支援学校の過大化による教室不足解消ならびに愛知県立岡崎特別支援学校への長時間通学者の通学時間短縮を目的として設置された。
校章は、西尾市の市花であるバラをモチーフに図案した。

## 沿革
- 2022年（令和4年）4月1日 - 開校（知的障害児童生徒182名、40学級。肢体不自由児童生徒69名、25学級の計251名、65学級[2]）

## 通学区域
- 西尾市、碧南市、安城市（肢体不自由児童生徒のみ）[5]

通学方法は、スクールバスを運行するほか、公共交通機関による自力通学としている。
- 知的障害児童生徒は観光バス、肢体不自由児はリフト付きバスを使用する[6]。